# ハムデン (コネチカット州)
ハムデン（英: Hamden）は、アメリカ合衆国コネチカット州のニューヘイブン郡にある町。ニューヘイブン市の北に位置するベッドタウンである。人口は6万0809人（2022年推計）。町の綽名は「眠れる巨人の土地」である。町内にはクィニピアック大学がある。
CNNの雑誌「マネー」による「アメリカで最良の小さな都市」2012年リストでは第53位だった。雑誌「フォーチュン」と「マネー」は、ハムデンの都会と郊外のライフスタイルの融合を挙げて、「生活し、何かを始める場所」リストの第33位に挙げた。この記事はハムデンの優れた教育体系や「ニューイングランドの魅力」も取り上げていた。

## 歴史
ハムデンとなった地域は、ニューヘイブンの町の一部として、ピューリタンが入植した。1638年にセオフィラス・イートンとジョン・ダベンポート牧師が、地元クィニピアック族インディアンから購入した土地だった。1786年、土地の住人1,400人がニューヘイブンから分離して、新たな町として法人化し、イングランドの政治家ジョン・ハムデン（オリバー・クロムウェルの従兄）にちなんで名付けられた。
町の中に、マウントカーメル（クィニピアック大学がある）、ホィットニービル、スプリンググレン、ウェストウッズ、ハイウッドといったビレッジのような開拓地（現在でも残っている）が集まった形で発展し、長い工業の歴史がある。1789年、イーライ・ホイットニーがハムデンでコットン・ジン（綿繰り機）の製造を開始した4年後、ハムデンの工場でアメリカ合衆国政府のための武器製造を始めた。そこでは滝の水が好都合な動力を与えていた。この工場でホイットニーは互換部品という概念を取り入れ近代的大量生産の仕組みを始めた。
ハムデンの大通りはイーライ・ホイットニーからホイットニー・アベニューと名付けられており、現在はイーライ・ホイットニー博物館になっているホイットニーの旧工場の傍を通っている。

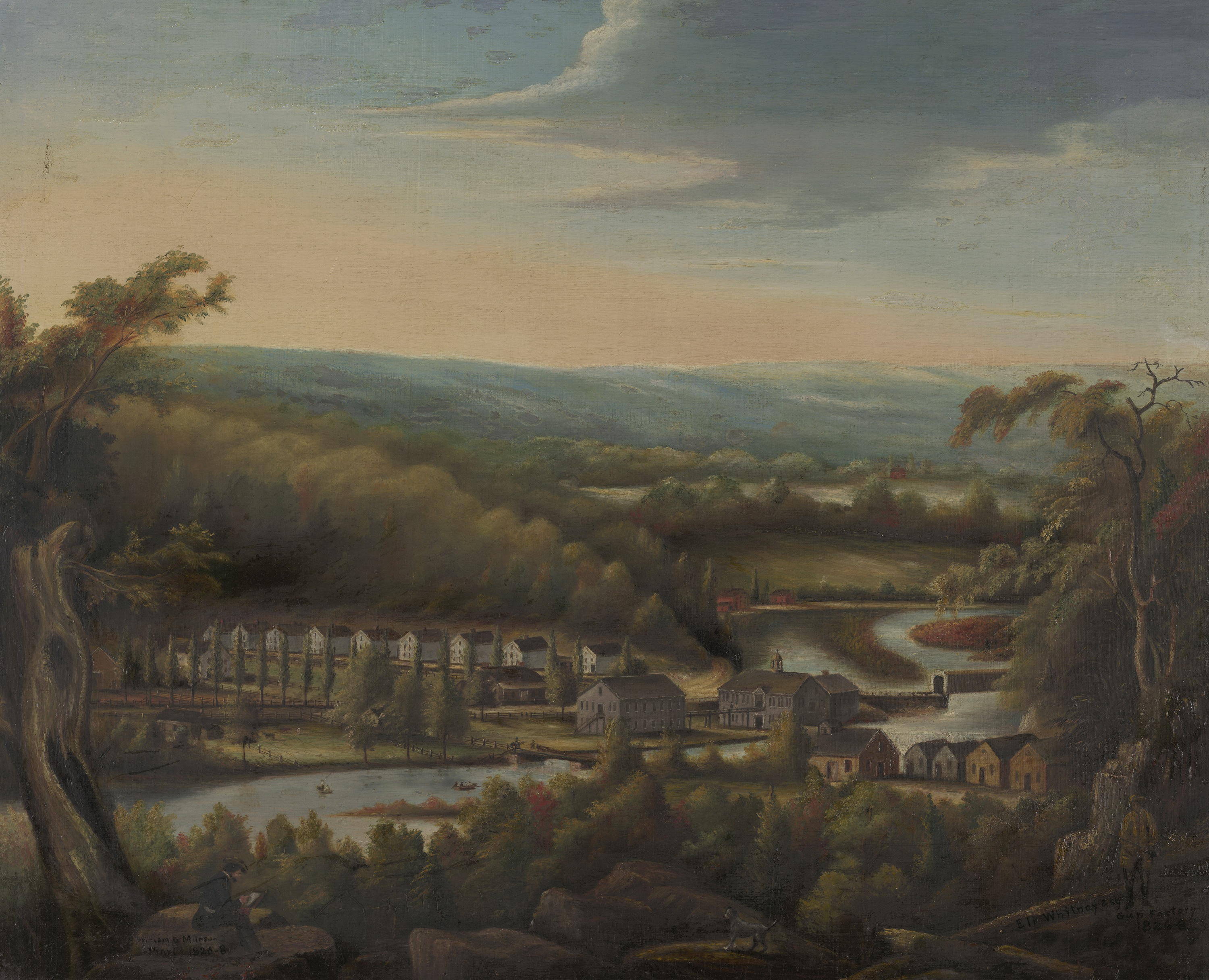
ホイットニービルの風景、1827年、ウィリアム・ジャイルズ・マンソン画

ホイットニーは従業員のためにその地域に石造りの家屋を建設し、その地域は現在ホイットニービルと呼ばれている。これはアメリカ史の中でも経営者が提供した家屋の初の例と考えられている。1806年、イーライ・ホイットニーが工場の場所に造ったダムはホイットニー湖という貯水池を造れるだけに大きくされた。1823年にはホイットニービルにあるミル川にアメリカ合衆国初のトラス橋が建設されたが、その後架け替えられた。
ニューヘイブンから船が北に遡れるようにしたファーミントン運河が1825年にハムデンを通って開通したが、1848年には鉄道に置き換えられることになった。この運河の通航権は近年、保存状態の良い運河の閘門や町でも最古の場所を通る歩道と自転車道に変わっている。歩道や自転車道に変わる以前には、地元住民がモトクロス・バイクを使っていた。
19世紀と20世紀初期、ハムデンには多くの移民が流入し、特にイタリア人やアイルランド人が多かった。今日でもニューヘイブン大都市圏に住むイタリア系アメリカ人の多くがハムデンに住んでいる。
第二次世界大戦後、ハムデンでは郊外開発が進行した。町の南部の多くは都会化され、南のニューヘイブン市との違いが分からなくなった。町の北部は田園部的性格を残し、マウントカーメルのような特徴ある地区がある。この地域に特徴あるスリーピング・ジャイアント・ヒルがあり、町の綽名にもなっている。

## 地理

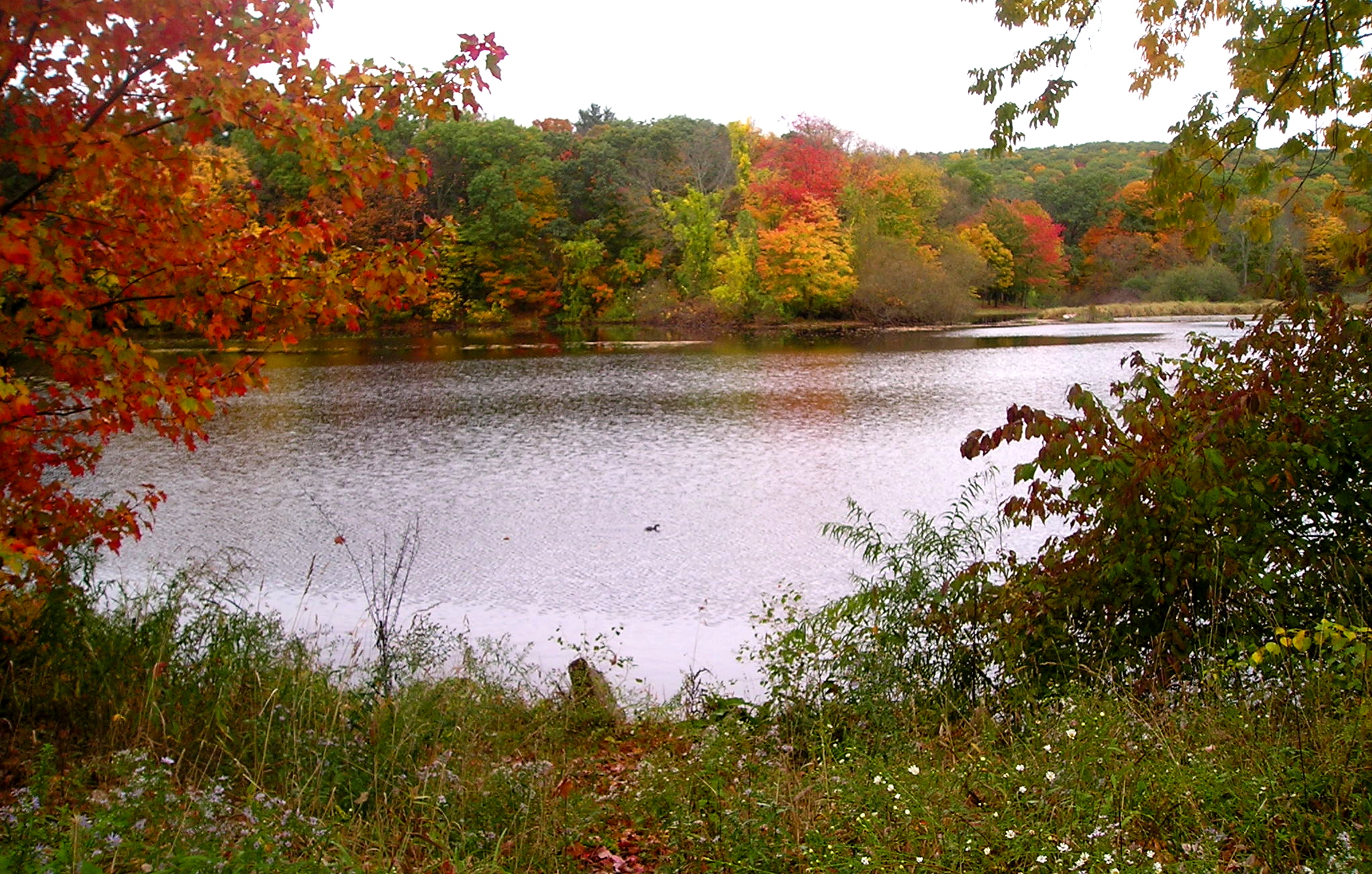
クラークの池、クィニピアック大学キャンパス近く

アメリカ合衆国国勢調査局に拠れば、町域全面積は33.3平方マイル (86 km2)であり、このうち陸地32.8平方マイル (85 km2)、水域は0.5平方マイル (1.3 km2)で水域率は1.62%である。町の中を北からミル川が流れ、堰き止められてホイットニー湖を作り、そこからロングアイランド湾まで流れる。他にもクィニピアック川やウィンターグリーン湖の他、多くの小川もある。

### 地区
- オーガービル
- ビーチャーハイツ
- センタービル（町の中心）
- ダンバーヒル
- ハンプデンプレーンズ
- ハイウッド
- ミックス地区
- マウントカーメル
- スプリンググレン[3]
- ステートストリート
- ウェストウッズ
- ホイットニービル

### 著名な地域
町役場は町の中央にあり、概観に特徴がある。そのロタンダは記念すべきステンドグラス窓がある。通り向かいはフリーダム公園であり、幾つかの言語で平和を求めるサインに導くコンクリート製階段のある噴水がある。改修された町役場の中で新しく警察と消防の施設を建設する過程にある。
ハムデンにはゴースト駐車場がある。これはハムデンのディックスウェル・アベニュー沿い商業地区のハムデン・プラザ・ショッピングセンター前にあるパブリック・アートのインスタレーションである。1978年に15台の車の残骸で造られ、特にアスファルトで処理され包まれている。このオブジェは100以上の美術の本で紹介されたが、修復修繕の費用が課題になったので、2003年に壊された。

### 隣接する自治体
ハムデンは下記の6つの町と接している。
- 北 - チェシャー、ウォーリングフォード
- 東 - ノースヘイブン
- 南 - ニューヘイブン
- 西 - ウッドブリッジ、ベサニー

## 町政府
ハムデンは町長・町政委員会方式の政府を採用しており、委員会は15人の委員で構成されている。このうち6人は町全体から選ばれ、9人は小選挙区から選ばれる。選挙は奇数年の5月に行われる。他の選挙で選ばれる役人として、町事務官と教育委員がある。その他の委員会のメンバーは市長が指名し、町政委員会が承認する。
現職町長スコット・ジャクソンは2009年に就任した。過去の町長は以下の通りである。
- クレイグ・ヘンリシ 2005年–2009年
- カール・アメント 1999年–2005年
- バーバラ・デニコラ 1997年–2001年
- リリアン・クレイマン 1991年–1997年
- ジョニー・カルソーン 1987年–1991年
- ジョン・デニコラ・ジュニア 1985年–1987年
- ピーター・ビラノ 1981年–1985年
- ディック・ハリス 1979年–1981年
- ルシアン・ディメオ 1973年–1979年
- ビル・アダムズ 1967年–1973年
- ジョン・デニコラ・シニア 1965年–1967年

ジョン・デニコラ・シニアは町の最後の第1セレクトマンであり、その後の1965年11月に町の初代町長になった。

## 経済
町の主要産業は、小売業、コンピュータ製品、ワイヤとケーブルの製造、コンクリート、ポンプ・ミキサー製品、金属製品、建設と経営サービスである。経営サービスは町内の労働力の49.4%を雇用している。小売業は22.8%、製造業は9.6%である。大手雇用主は町政府と教育学区、クィニピアック大学、ハーバーサイド・ヘルスケア、エリア・コーペラティブ教育サービスである。
ショーズ・スーパーマーケットは大手雇用主の1つであるが、ハムデンのショーズは2010年2月13日に発表されたショーズのコネチカットにある店舗の売却のときに、ショップライトに売却された。現在は新しいショップライトの店が開いている。
ハムデンはニューヘイブンの住宅地であり、ハムデンで働くよりもニューヘイブンで働いている住民の方が多い。

## 交通
ウィルバークロス・パークウェイが町の中心を通り、北のハートフォードと南のニューヨーク都市圏とを繋いでいる。町はマウントカーメル地区への支線であるコネチカット州道40号線によって州間高速道路91号線に繋がれている。町の中心から商業地域を抜けてニューヘイブンに向かう主要道はディックスウェル・アベニュー（州道10号線）である。もう一つ、スプリンググレンとホイットニービル住宅地区を抜けて行くのがホイットニー・アベニューである。
公共交通はコネチカット交通ニューヘイブンが担当している。主要なバス路線はディックスウェル・アベニューとホイットニー・アベニューを使うものである。その他、ステート通りやウィンチェスター・アベニューを使う路線もある。
計画中のニューヘイブン・ハートフォード・スプリングフィールド通勤鉄道線で、考えられる駅はノースヘイブン/ハムデン駅であり、ハムデンとノースヘイブンの町境、州道40号線接続路近くに建設される可能性がある。

## 教育

### 公立学校
公共教育学区はハムデン公共教育学区であり、小学校8校、中学校1校、高校1校を運営し、約6,000人の児童生徒を受け入れている。

#### 小学校
- アリス・ペック初期学習センター
- ベア・パス学校
- チャーチ通り小学校
- ダンバーヒル小学校
- ヘレン通り小学校
- リッジヒル小学校
- シェパードグレン小学校（幼稚園から6年生）、スキフ通り延伸部にあり、1972年設立
- スプリンググレン小学校
- ウェストウッズ小学校（幼稚園から6年生）、ウェストトッド通りにある

#### 中学校
- ハムデン中学校（7年生と8年生）、生徒数約1,200人

#### 高校
- ハムデン高校（9年生から12年生）、生徒数約2,200人

#### マグネット・スクール
町の公立学校に加えて、ウィンターグリーン・マグネットスクール（幼稚園から8年生）とハイビル・マスタード・シード・チャータースクール（高校）という2つのマグネット・スクールがある。

#### 工業高校
イーライ・ホイットニー工業高校が町内にある。

### 私立学校
ハムデンには以下の私立および宗教系学校がある
- ハムデン・ホール・カントリー・デイスクール
- ローレルオークス・アドベンティスト学校（幼稚園前から8年生）
- ロレイン・D・フォスター・デイスクール
- セイクレッドハート・アカデミー（9年生から12年生）
- SKF アカデミー
- セントリタ学校[10]（ローマ・カトリック系、幼稚園前から8年生）
- セントスティーブン学校（ローマ・カトリック系、幼稚園前から8年生）
- ウェストウッズ・クリスチャン・アカデミー（エバンゲリカル・クリスチャン、幼稚園から12年生）

### 高等教育機関
- マウントセイクレッドハート・カレッジ、カトリック系女子カレッジ、セイクレッドハート・アカデミー系列、1997年閉鎖
- ペイア美術カレッジ
- クィニピアック大学、学生数約8,000人

## 生活の質
町内に16の銀行、6の宿泊施設、29のデイケア施設がある。町に病院は無いが、ニューヘイブンの主要病院が近い。2004年、犯罪率は人口10万人当たり2,084件であり、州平均の2,981件より低かった。町の図書館は2001年時点で166,358巻の蔵書を持っていた。
町の電力はユナイテッド・イルミネイティング社が供給している。天然ガスはサザン・コネチカット・ガス社である。上水道はサウスセントラル・コネチカット地域上水局が供給している。ケーブルテレビはニューヘイブンのコムサットがプロバイダーである。
町内には公園と博物館が幾つかある。ホイットニービルにはイーライ・ホイットニー博物館、ウェストロックリッジ州立公園（ウィンターグリーン湖を含む）、イーストロック公園（パーディ・薔薇園も含む）、スリーピング・ジャイアント州立公園がある。ファーミントン運河トレイルが町を抜けている。クィニピアック・トレイルとレジサイズ・トレイルという切り開いたハイキング道も町を通っている。
アメリカ合衆国国家歴史登録財に指定されているジョナサン・ディッカーマン邸がマウントカーメルにある。ボランティアによるオーケストラ、ハムデン・シンフォニー・オーケストラが年間を通じて演奏会を開催している。

## 人口動態
以下は2000年国勢調査による人口統計データである。
| 基礎データ - 人口: 56,913 人 - 世帯数: 22,408 世帯 - 家族数: 14,027 家族 - 人口密度: 670.4人/km2（1,736.1 人/mi2） - 住居数: 23,464 軒 - 住居密度: 276.4軒/km2（715.7 軒/mi2） 人種別人口構成 - 白人: 77.30% - アフリカン・アメリカン: 15.53% - ネイティブ・アメリカン: 0.13% - アジア人: 3.53% - 太平洋諸島系: 0.03% - その他の人種: 1.61% - 混血: 1.87% - ヒスパニック・ラテン系: 4.26% | 年齢別人口構成 - 18歳未満: 20.8% - 18-24歳: 12.1% - 25-44歳: 27.9% - 45-64歳: 21.5% - 65歳以上: 17.7% - 年齢の中央値: 38歳 - 性比（女性100人あたり男性の人口） - 総人口: 84.7 - 18歳以上: 80.3 世帯と家族（対世帯数） - 18歳未満の子供がいる: 26.7% - 結婚・同居している夫婦: 48.2% - 未婚・離婚・死別女性が世帯主: 11.3% - 非家族世帯: 37.4% - 単身世帯: 31.1% - 65歳以上の老人1人暮らし: 13.6% - 平均構成人数 - 世帯: 2.35人 - 家族: 2.98人 | 収入と家計 - 収入の中央値 - 世帯: 52,351米ドル - 家族: 65,301米ドル - 性別 - 男性: 45,909米ドル - 女性: 35,941米ドル - 人口1人あたり収入: 26,039米ドル - 貧困線以下 - 対人口: 7.8% - 対家族数: 4.5% - 18歳未満: 8.4% - 65歳以上: 7.8% |

## 政治
| 2005年10月25日時点での登録有権者と政党支持の構成 | 2005年10月25日時点での登録有権者と政党支持の構成 | 2005年10月25日時点での登録有権者と政党支持の構成 | 2005年10月25日時点での登録有権者と政党支持の構成 | 2005年10月25日時点での登録有権者と政党支持の構成 | 2005年10月25日時点での登録有権者と政党支持の構成 |
| 政党                                             | 活性有権者                                       | 非活性有権者                                     | 有権者計                                         | 構成比                                           |                                                  |
| ------------------------------------------------ | ------------------------------------------------ | ------------------------------------------------ | ------------------------------------------------ | ------------------------------------------------ | ------------------------------------------------ |
| 民主党                                           | 13,161                                           | 701                                              | 13,862                                           | 37.98%                                           |                                                  |
| 共和党                                           | 4,782                                            | 369                                              | 5,151                                            | 14.11%                                           |                                                  |
| 無党派                                           | 15,593                                           | 1,828                                            | 17,421                                           | 47.74%                                           |                                                  |
| 少数政党                                         | 57                                               | 4                                                | 61                                               | 0.17%                                            |                                                  |
| 合計                                             | 33,593                                           | 2,902                                            | 36,495                                           | 100%                                             |                                                  |

## 著名な出身者
- シドニー・アルトマン、分子生物学者、ノーベル化学賞を受賞、1972年からハムデン在住
- グレン・ベック、保守系ラジオ・パーソナリティ、コメンテーター、1992年から2000年までハムデン在住、KC101の朝のラジオ番組「Glenn and Pat Show」のホストを務めてから知名度が上がった
- アーネスト・ボーグナイン（1917年-2012年）、俳優、ハムデン生まれ
- ドウェイン・ジョンソン（1972年 - )、プロレスラー、リングネームは「ザ・ロック」、子供時代をハムデンで過ごした
- ヤロスラフ・ペリカン（1923年–2006年）、キリスト教史学者、神学者、ハムデンに住み死んだ
- イーライ・ホイットニー（1765年–1825年）、発明家、コットン・ジンの発明者
- ソーントン・ワイルダー（1897年–1975年）、劇作家、ハムデンで暮らし、マウントカーメル墓地に埋葬されている